# Gheorghe Calciu-Dumitreasa
Gheorghe Calciu-Dumitreasa (23 de noviembre de 1925, Mahmudia, condado de Tulcea, Rumania - 21 de noviembre de 2006, Woodburn, condado de Fairfax, Virginia) fue un sacerdote y disidente rumano. Cumplió 21 años de prisión durante el régimen comunista. Fue encarcelado por primera vez en 1948, pero alegó que su encarcelamiento de 1978 fue más duro. Había criticado las represiones de Nicolae Ceaușescu y llegó a ser visto como un "enemigo del estado". Según se informa, sufrió palizas y acoso en la prisión. Fue liberado de la prisión debido en parte a la presión de partidarios como el presidente de los Estados Unidos, Ronald Reagan. Pasó años en el exilio en Virginia y finalmente se estableció allí de forma permanente. A mediados de la década de 1980 predicó en Voice Of America y en Radio Free Europe/Radio Liberty.
Después de ser expulsado por la Iglesia Ortodoxa Rumana, Calciu-Dumitreasa se convirtió en sacerdote de la Iglesia Ortodoxa en América, que nunca reconoció su expulsión. En 1989 se hizo cargo de la Iglesia Ortodoxa Rumana de la Santa Cruz en Alexandria, Virginia. En sus últimos años volvió a su tierra natal varias veces y se encontró con algunos de los que había influido. Siguió criticando a ciertos obispos ortodoxos rumanos hasta sus últimos días, alegando que eran antiguos infiltrados de la policía secreta de la Securitate.

## Muerte
Calciu-Dumitreasa murió de cáncer de páncreas el 21 de noviembre de 2006 en el Hospital Inova Fairfax de Woodburn, en el condado de Fairfax. Dejando a su esposa de más de 40 años, Adriana, y su hijo Andrei. Fue enterrado en el Monasterio de Petru Vodă en Rumania.